# Gorges d'Holtzarte
Les gorges d'Holtzarte (ou d'Holzarte /hɔlt͡sarte/) forment un étroit canyon creusé par l'Olhadoko erreka, un précurseur du gave de Larrau en Haute-Soule, au Pays basque français.

## Étymologie
Holtze arte, signifie en basque « entre parois », un nom parfaitement adapté à ces gorges, même si holtze (de ohol, « planche ») s'applique habituellement à des cloisons de bois.

## Géographie

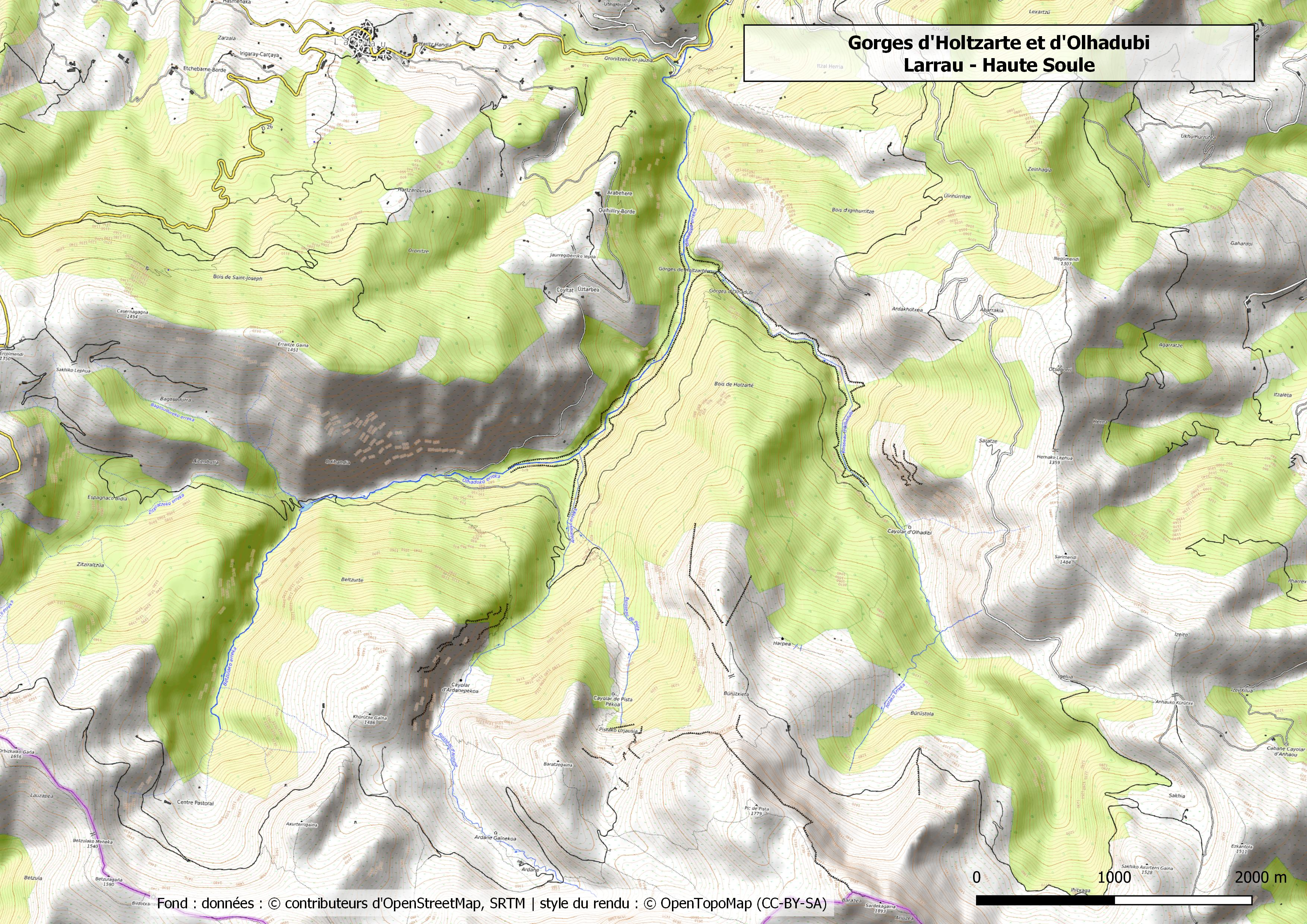
Carte topographique des gorges d'Holzarte et d'Olhadubi

La Haute-Soule présente un paysage karstique entaillé par de profonds canyons dont les gorges d'Holtzarte, profondes de 100 à 300 m, sont les plus spectaculaires.
Elles ont été creusées il y a 80 millions d'années, par l'Olhadoko erreka. Ce torrent tumultueux collecte des eaux des vallons de Zitziratzea et de Betzula puis s'écoule vers l'est au pied des parois rocheuses d'Odihandia avant de s'engouffrer vers 600 m d'altitude, dans un étroit et profond cañon qui s'incurve progressivement vers le nord. Là, il est vite renforcé des eaux du vallon d'Ardane au sud, puis à mi-parcours par celles d'Uztarbe au nord.
À 420 m d'altitude, s'opère la jonction avec les gorges d'Olhadubi, creusées par un affluent droit en provenance des pentes du Sardekagaina. Ce sont ces gorges qu'enjambe la fameuse passerelle d'Holtzarte (43° 00′ 16″ N, 0° 55′ 23″ O) à 580 m d'altitude, non loin du lieu de confluence. Construite en 1920 par les ouvriers italiens de la scierie Lombardi Morello de Tardets pour permettre l'exploitation forestière du bois d'Holtzarte, cette passerelle impressionnante de 70 mètres de long surplombe le fond du canyon à plus de 130 m de haut.

Passerelle d'Holtzarte au-dessus du canyon d'Olhadubi
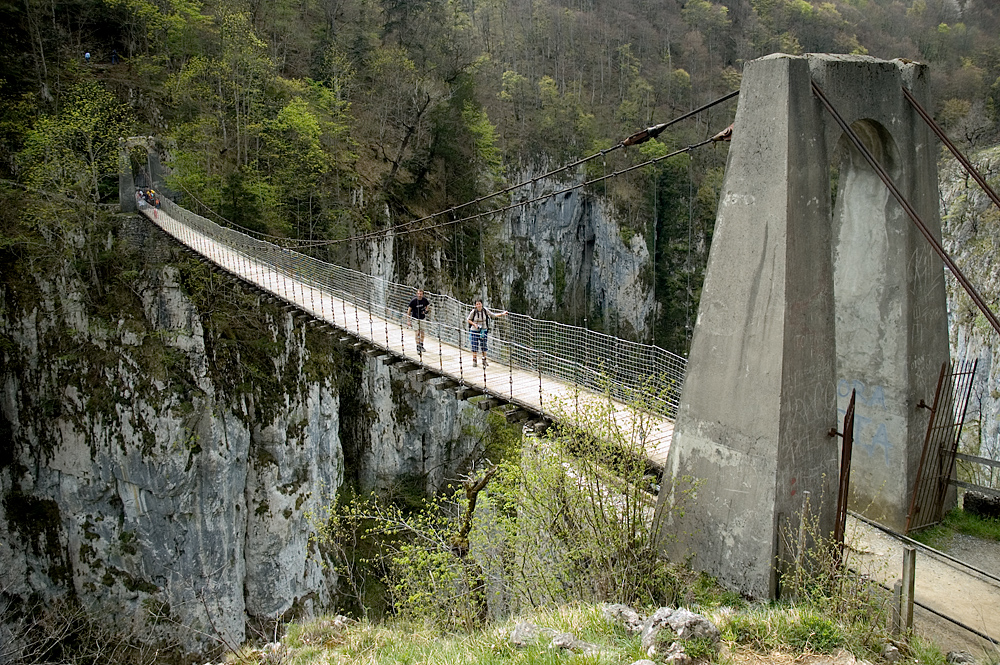
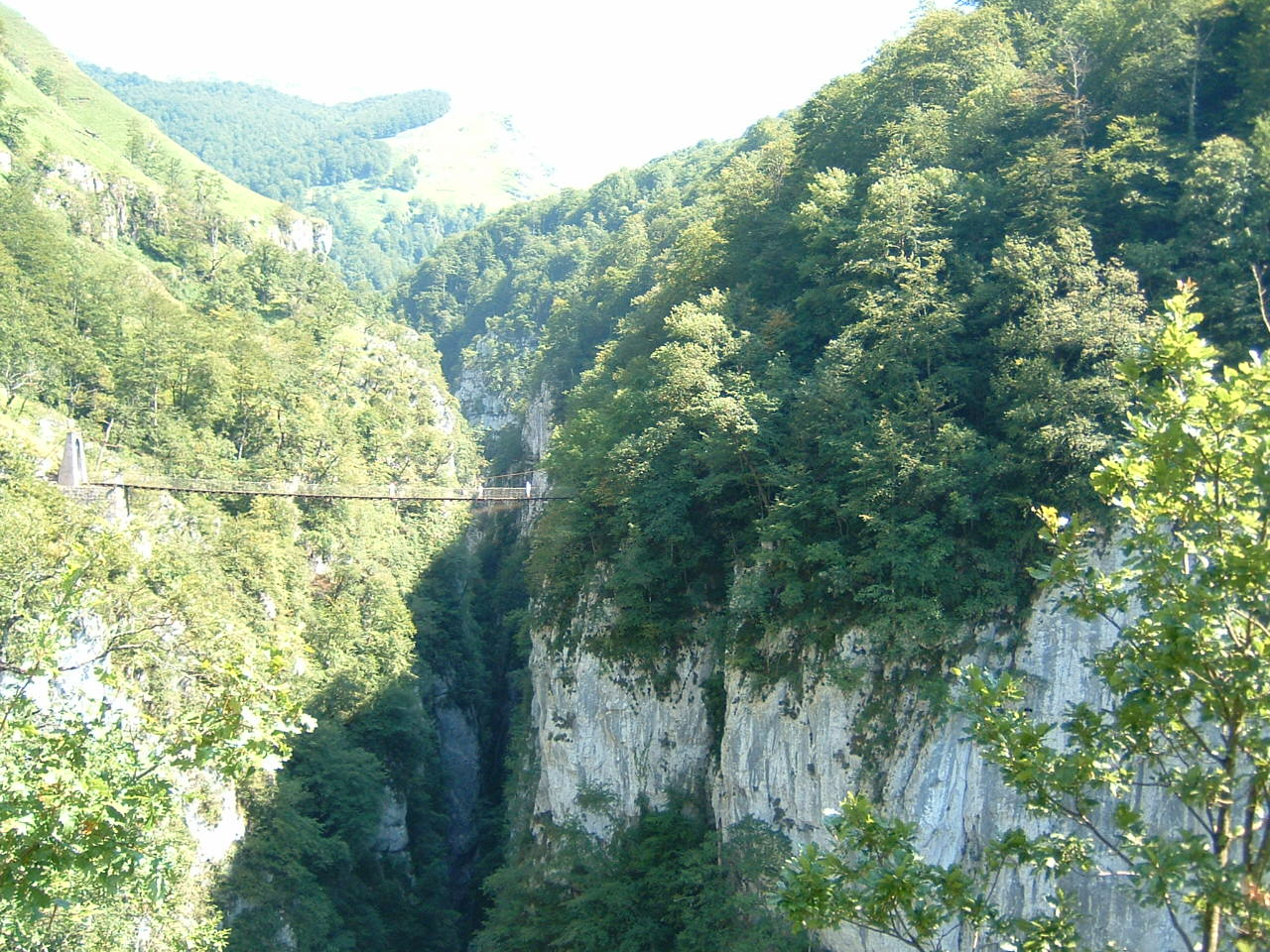

## Accès
On y accède depuis l'auberge Logibar (380 m), sur la route D 26 menant à Larrau, par un sentier pédestre accidenté. Il faut 45 minutes de marche pour atteindre la passerelle.
Il est également possible d'effectuer un circuit de 4 heures par le col d'Ardakotxea (985 m) jusqu'au pont d'Olhadübi avec retour par le versant gauche des gorges et la passerelle d'Holtzarte.

## Dans l'art et la littérature
La nouvelle de Laurent Mantese Le Démon de la passe d'Holzarte (Le Comptoir des épouvantes, Malpertuis, 2012) se situe au cœur des gorges d’Holzarte et s'inspire notamment de l'augmentation des attaques de vautours constatée dans les Pyrénées à partir de la fin des années 2000.